# NGC 1200
NGC 1200 est une vaste galaxie lenticulaire située dans la constellation de l'Éridan. NGC 1200 a été découverte par l'astronome germano-britannique William Herschel en 1785.

## Caractéristiques
Sa vitesse par rapport au fond diffus cosmologique est de 3 866 ± 24 km/s, ce qui correspond à une distance de Hubble de 57,0 ± 4,0 Mpc (∼186 millions d'al).
À ce jour, cinq mesures non basées sur le décalage vers le rouge (redshift) donnent une distance de 56,680 ± 3,998 Mpc (∼185 millions d'al), ce qui est à l'intérieur des valeurs de la distance de Hubble.
En raison d'une brillance de surface égale à 14,06 mag/am2, on peut qualifier NGC 1200 de galaxie à faible brillance de surface (LSB en anglais pour low surface brightness). Les galaxies LSB sont des galaxies diffuses (D) avec une brillance de surface inférieure de moins d'une magnitude à celle du ciel nocturne ambiant.

## Supernova
La supernova SN 2008R a été découverte dans NGC 1200 le 27 janvier 2008 à Yamagata au Japon par l'astronome japonais Koichi Itagaki. Cette supernova était de type Ia.